# Букков (район Берлина)
Букков (нем. Buckow) — район в административном округе Нойкёльн Берлина. Район состоит из двух отдельных частей (бо́льшая часть — Букков 1, меньшая часть — Букков 2), разделённых районом Гропиусштадт. Восточная часть Буккова 1 соответствует основанной в 1230 году средневековой деревне, давшей название всему району. В 1920 году Букков вместе с близлежащими деревнями Бриц, Рудов и городом Нойкёльн был присоединён к «Большому Берлину» в составе нового городского округа, получившего название Нойкёльн.
В 1976 году завершилась постройка жилого микрорайона Бриц-Букков-Рудов по проекту Вальтера Гропиуса. В 2002 году микрорайон новостроек-многоэтажек был выделен в отдельный городской район, получивший название Гропиусштадт.

## Галерея

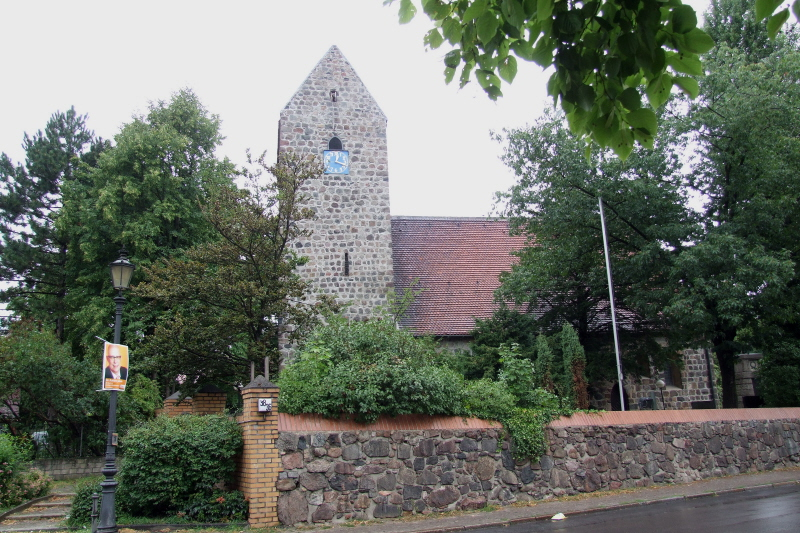
Деревенская церковь XIII века
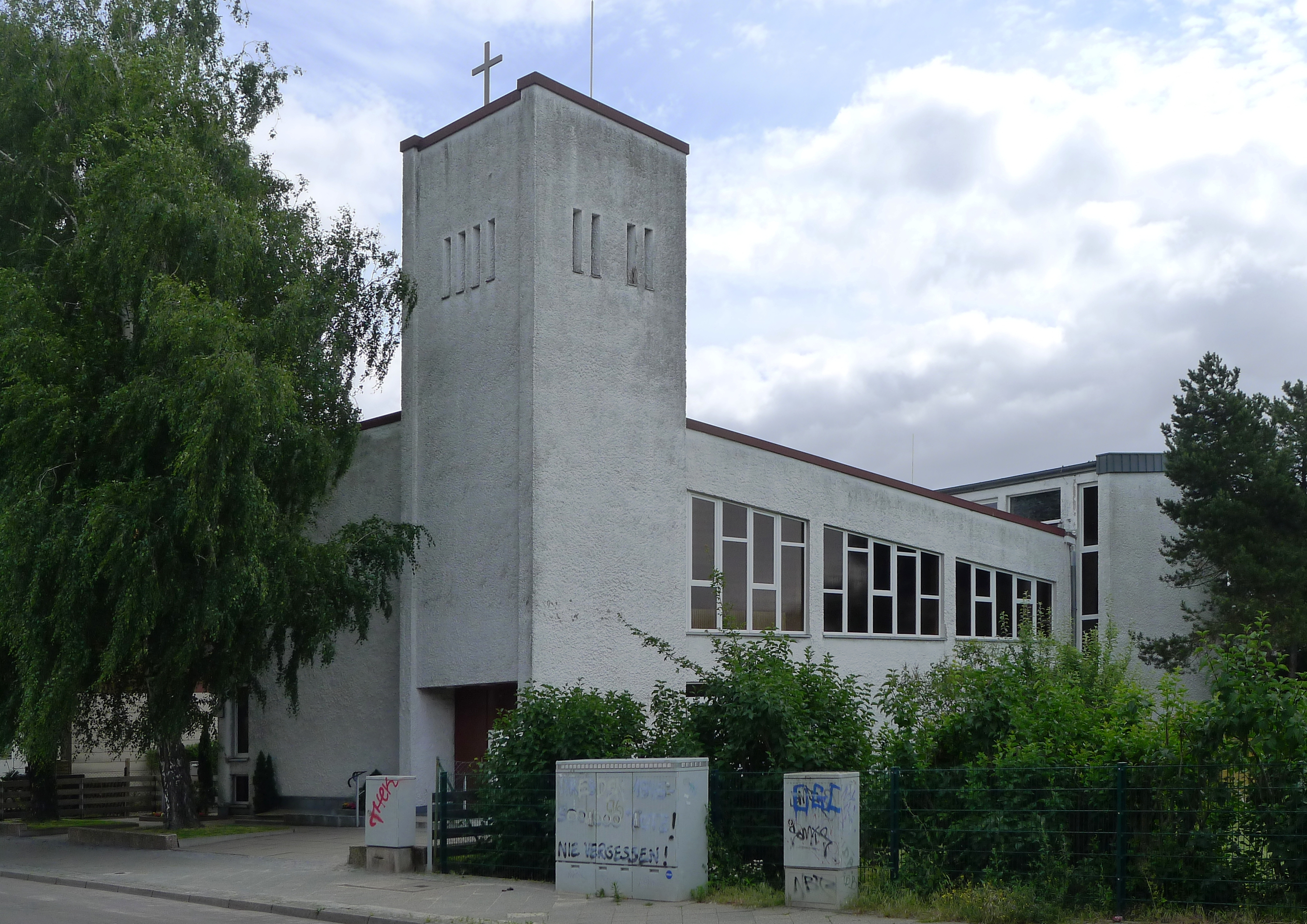
Церковь Святой Терезы
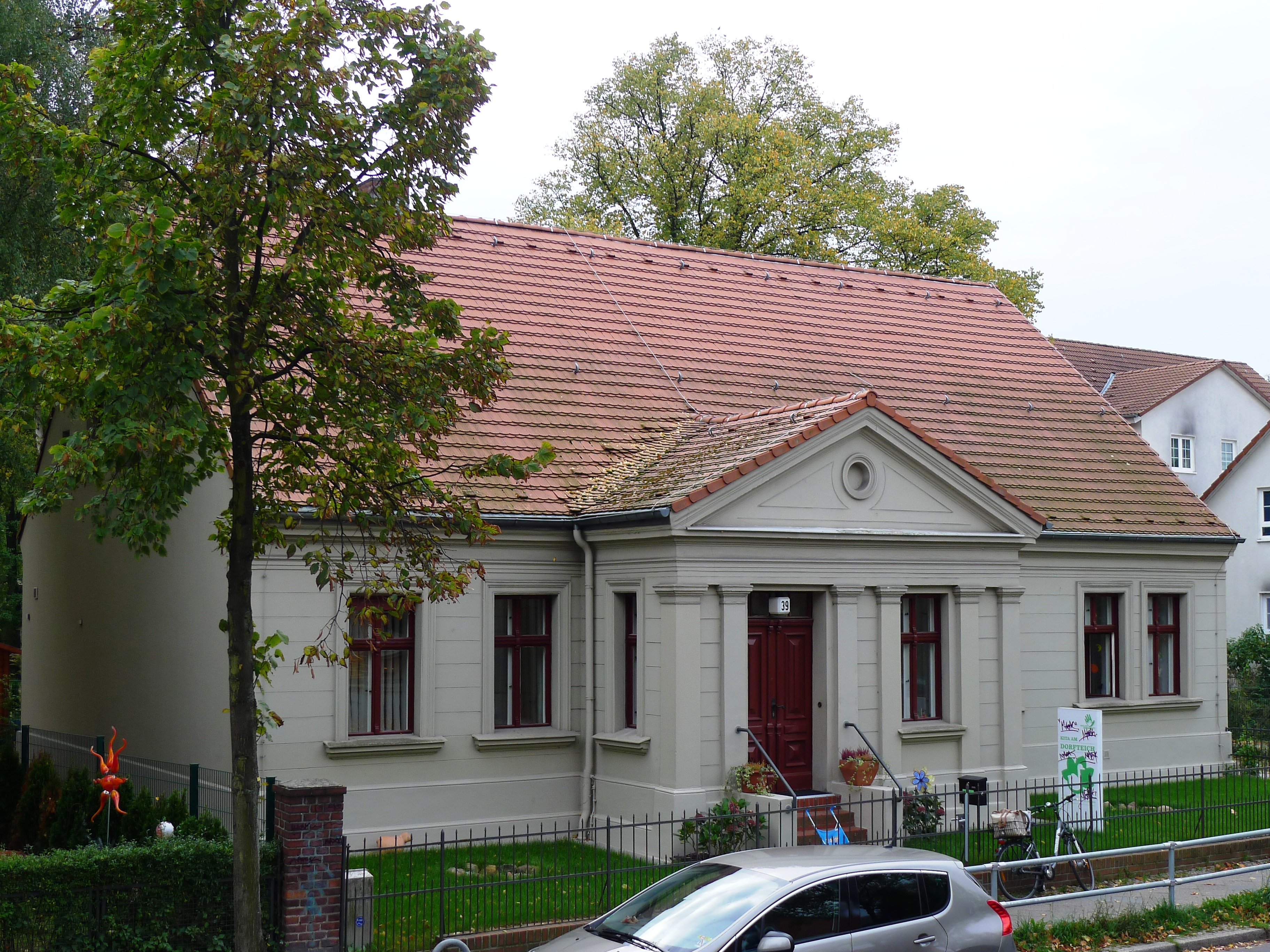
Жилой дом в Альт-Буккове
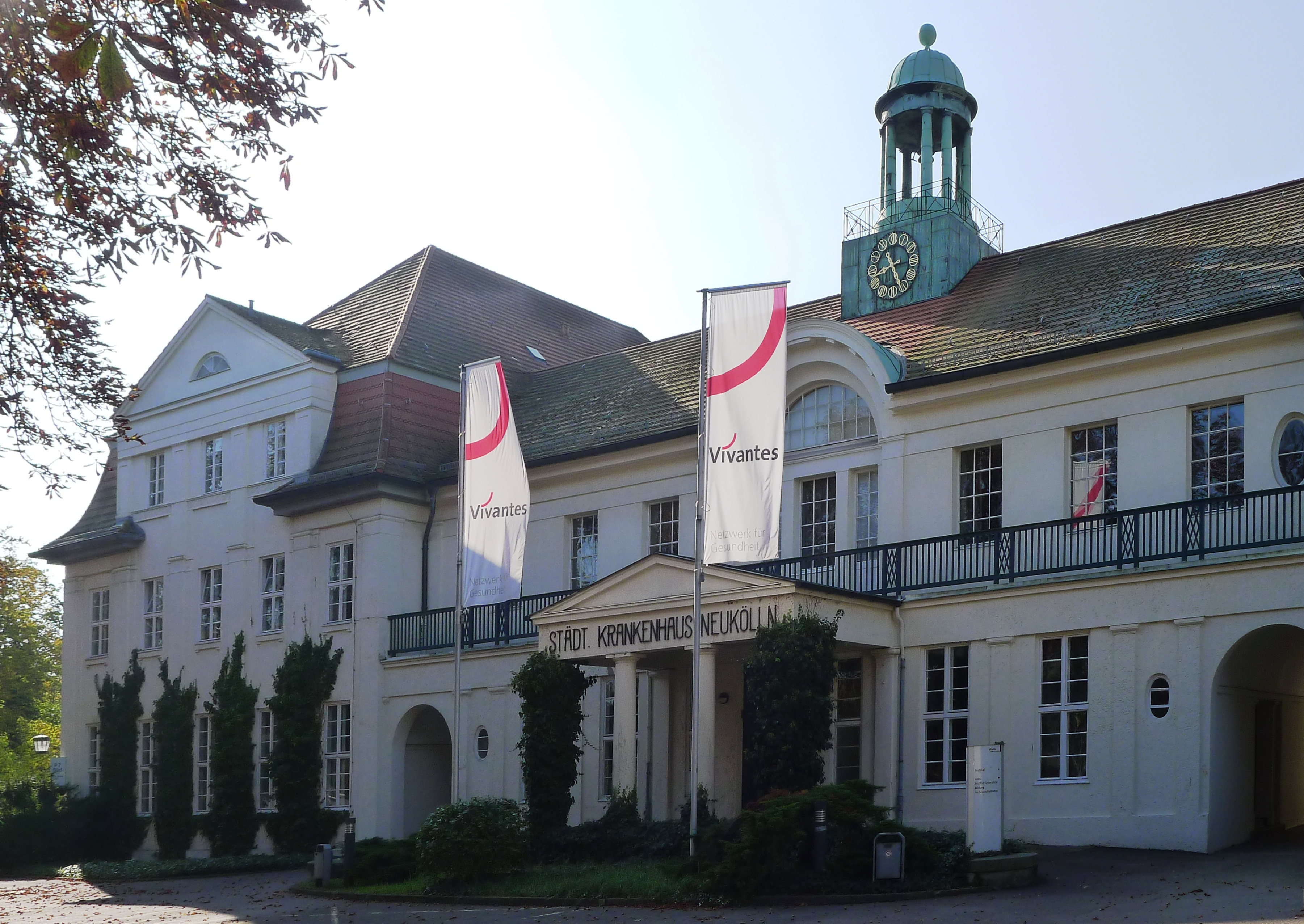
Городская больница
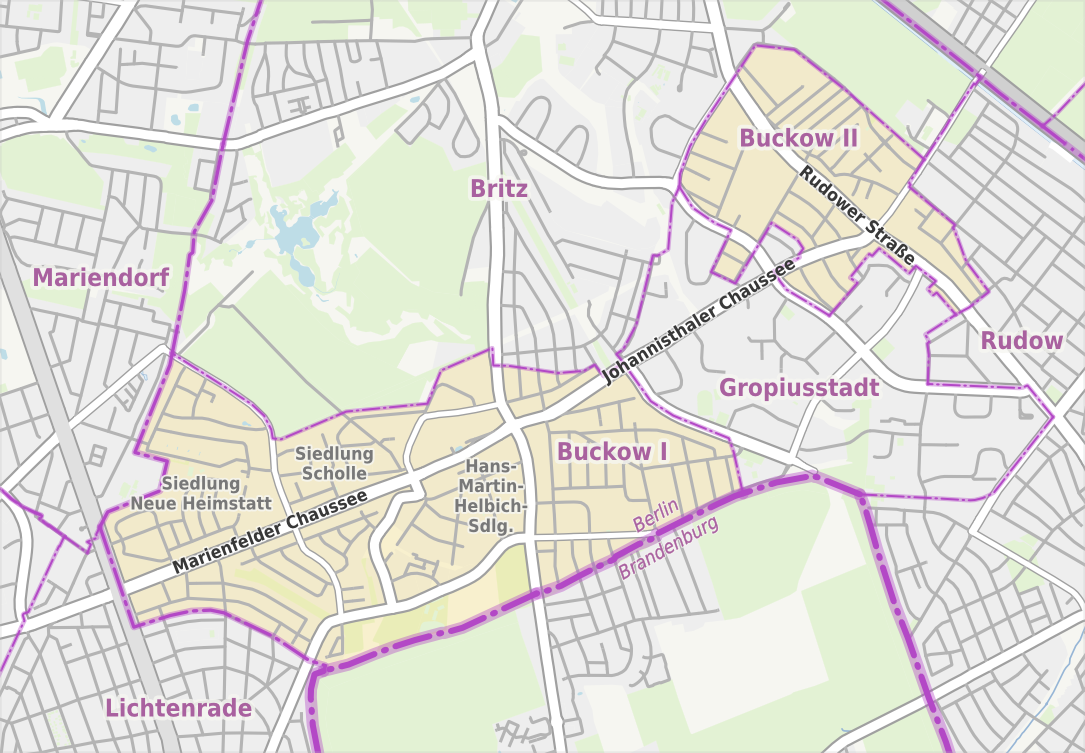
Микрорайоны Буккова